# Konstantin Reitz
Konstantin Reitz (Bobenhausen II, Ulrichstein, 30 de marzo de 1817 - Doka, Sudán, 26 de mayo de 1853) fue un explorador y diplomático alemán.

## Biografía
Estudió silvicultura en la Universidad de Giessen y a partir de 1840 trabajó para su padre, Christoph Reitz, que era ingeniero forestal en la ciudad de Dieburg. Después de doctorarse en 1842, fue profesor de secundaria y trabajó temporalmente como periodista en Darmstadt. 
A partir de 1844, Reitz viajó a Argel, Italia y Egipto. En 1848, entró al servicio del Imperio austríaco como canciller del consulado general en Alejandría, donde conoció al naturalista Alfred Brehm. En 1851 se convirtió en agente consular y en 1852 fue nombrado vicecónsul del nuevo consulado austríaco para África Central, situado en la capital sudanesa, Jartum. Desde esta ciudad, Reitz navegó por las cataratas del río Nilo con dos barcazas, demostrando así la navegabilidad del Nilo desde África Central hasta su desembocadura.  
Compró a sus expensas doscientos animales africanos para el zoológico de Schönbrunn, entre ellos la primera jirafa que llegó a este zoo vienés.
En una expedición a Etiopía, organizada con el objetivo de aumentar la influencia de Austria y abrir nuevas rutas comerciales, fue el primer viajero europeo en utilizar la ruta de las caravanas desde Abu Harras a la capital etíope, Gondar. Reitz contribuyó especialmente a la exploración del río Atbara desde su desembocadura hasta sus fuentes, cerca del lago Tana. Murió en 1853 a la edad de 36 años por disentería y fue enterrado en Sudán, en una tumba de roca.  